# Wilmore (Kansas)
Wilmore és una població dels Estats Units a l'estat de Kansas. Segons el cens del 2000 tenia 57 habitants.

## Demografia
Segons el cens del 2000, Wilmore tenia 57 habitants, 30 habitatges, i 20 famílies. La densitat de població era de 110 habitants/km².
Dels 30 habitatges en un 16,7% hi vivien nens de menys de 18 anys, en un 60% hi vivien parelles casades, en un 0% dones solteres, i en un 33,3% no eren unitats familiars. En el 33,3% dels habitatges hi vivien persones soles el 16,7% de les quals corresponia a persones de 65 anys o més que vivien soles. El nombre mitjà de persones vivint en cada habitatge era d'1,9 i el nombre mitjà de persones que vivien en cada família era de 2,35.
Per edats la població es repartia de la següent manera: un 14% tenia menys de 18 anys, un 0% entre 18 i 24, un 14% entre 25 i 44, un 40,4% de 45 a 60 i un 31,6% 65 anys o més.
L'edat mediana era de 54 anys. Per cada 100 dones de 18 o més anys hi havia 104,2 homes.
La renda mediana per habitatge era de 16.786 $ i la renda mediana per família de 28.125 $. Els homes tenien una renda mediana de 21.875 $ mentre que les dones 13.750 $. La renda per capita de la població era de 12.820 $. Entorn del 25% de les famílies i el 27,1% de la població estaven per davall del llindar de pobresa.

## Poblacions més properes
El següent diagrama mostra les poblacions més properes.